# North American A-36 Apache
North American A-36 Apache (v některých zdrojích uváděn jako Invader, ale také jako Mustang) byla bitevní varianta stíhacího letounu North American P-51 Mustang, určená i ke střemhlavému bombardování. Od P-51 se lišila především obdélníkovými, roštovými aerodynamickými brzdami na křídlech. Během druhé světové války sloužilo na bojištích ve Středomoří a jihovýchodní Asii celkem 500 střemhlavých bombardérů A-36. V Evropě byly do června 1944 nahrazeny stroji Republic P-47 Thunderbolt a Curtiss P-40.

## Specifikace (A-36A)

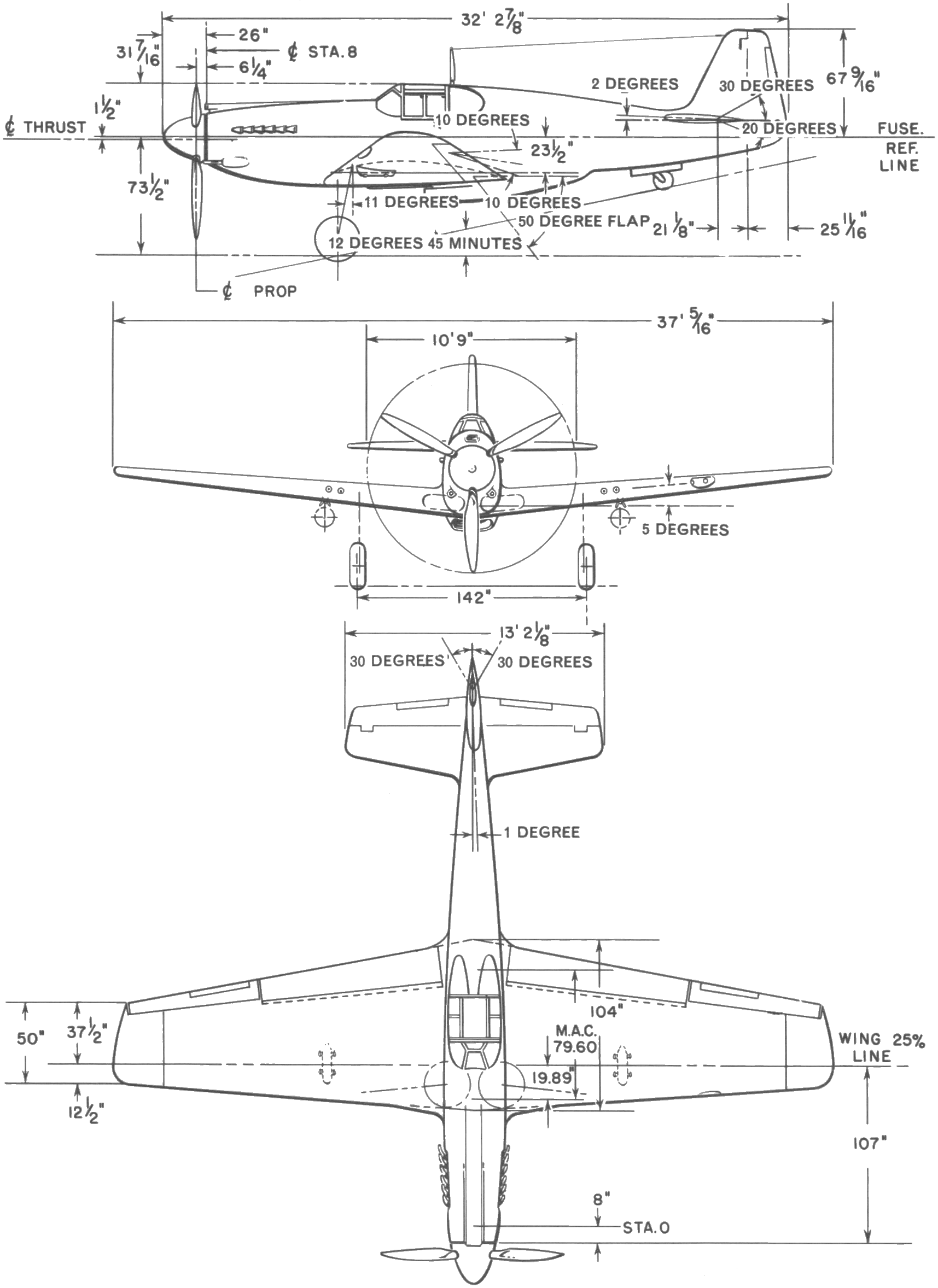
Třípohledový nákres A-36A

### Technické údaje
- Posádka: 1
- Délka: 9,83 m
- Rozpětí: 11,28 m
- Výška: 3,71 m
- Vzletová hmotnost: 4 535 kg
- Pohonná jednotka: 1 × dvanáctiválcový vidlicový motor Allison V-1710-87 o výkonu 1 325 k (988 kW)

### Výkony
- Maximální rychlost: 590 km/h
- Cestovní rychlost: 400 km/h
- Dolet: 885 km
- Dostup: 7 650 m

### Výzbroj
- 6 × kulomet M2 Browning ráže 12,7 mm
- do 454 kg pum na závěsech pod křídly